# Religieuse de Watton
 (février 2023).
La religieuse de Watton est une religieuse née dans les années 1140 qui aurait vécu au XIIe siècle dans un monastère double de Gilbertines, dans le Yorkshire (Royaume-Uni).  
Elle est connue par le témoignage écrit d'Ælred de Rievaulx.  

## Récit
Selon Ælred de Rievaulx, une adolescente fut admise très jeunedans un monastère, se révolta et fit la connaissance d'un frère laiqui la viola. Elle tomba enceinte suite au viol. Quand les nonnes du couvent s'aperçurent que leur consœur n'était plus pure, elles la dénudèrent, l'enchaînèrent puis la fouettèrent.  
Après avoir vérifié que le frère lai était coupable, elles envoyèrent un moine déguisé en la jeune nonne. Ignorant la supercherie, le frère lai tenta à nouveau de violer celui qu'il prenait pour sa victime. Les moniales débattirent alors de ce qu'il convenait de faire de leur sœur violée. 
Les avis furent nombreux... Les plus jeunes moniales voulaient la brûler, d'autres l'écorcher vive, mais les plus âgées en décidèrent autrement : la jeune nonne enceinte fut débarrassée de ses chaînes et l'on se servit d'elle comme d'un appât pour attirer le frère lai dans un piège. Les nonnes se saisirent de lui et la victime du frère lai dû à le châtrer de ses propres mains, après quoi une de ses consœurs fourra dans la bouche du frère ses parties coupées encore gorgées de sang. La jeune religieuse fut ensuite remise aux fers. C'est dans sa prison que lui serait apparu Henry Murdac, le saint abbé qui l'avait confiée au monastère, accompagné de deux femmes. Il la délivra de ses chaînes, la débarrassa miraculeusement de sa grossesse et lui rendit sa virginité.  Elle reprit ensuite sa vie de célibataire chaste de son couvent. 

## Historicité
Ce récit a été écrit par Ælred de Rievaulx dans son De Sanctimoniali de Wattun. La seule source d'information connue est la jeune nonne impliquée qui transmit les informations à des religieuses, qui les firent ensuite suivre à Ælred.
Elle a ensuite été publiée par Twysden au dix-septième siècle et réimprimée par Migne.
Des chroniqueurs modernes, comme John Boswell et Sarah Salih, ont mis l'accent sur le degré élevé de brutalité des religieuses vis-à-vis de leur infortunée consœur et de l'homme qui l'a violée. The Kindness of Strangers de Boswell (1989) a donné une traduction en anglais moderne du récit original d'Aelred. Aelred éprouva des sentiments partagés sur le comportement des moniales vis-à-vis de la jeune nonne, et sur leur absence apparente de charité chrétienne. 
L'History of the Gilbertines de Brian Golding replace l'incident dans son contexte historique.
Karl Steel, médiéviste et professeur d'anglais, revient au texte original en latin pour mettre en évidence le fait que la nonne a été violée.